# Lista siturilor arheologice din județul Botoșani - Z
Lista siturilor arheologice din județul Botoșani - Z conține toate siturile arheologice din județul Botoșani înscrise în Repertoriul Arheologic Național (RAN) și aflate în localități al căror nume începe cu litera Z. RAN este administrat de Ministerul Culturii și Patrimoniului Național și cuprinde date științifice, cartografice, topografice, imagini și planuri, precum și orice alte informații privitoare la zonele cu potențial arheologic, studiate sau nu, încă existente sau dispărute.
Puteți căuta un sit din localitățile care încep cu litera Z folosind formularul de mai jos sau puteți naviga prin toate siturile din județ la Lista siturilor arheologice din județul Botoșani.
| Cod RAN                               | Denumire | Localitate                     | Adresă                           | Datare                                     | Descoperit                                      | Coordonate                                    | Imagine           | Erori            |
| ------------------------------------- | --- | ------------------------------ | -------------------------------- | ------------------------------------------ | ----------------------------------------------- | --------------------------------------------- | ----------------- | ---------------- |
| 36364.01.01 (Cod LMI: BT-I-s-B-01848) | Necropola Latene de la Zăicești - "Dealul Porcari" / ansamblu anonim (Categorie: descoperire funerară) (Tip: Necropolă)           | sat Zăicești, comuna Bălușeni  | Dealul Porcari                   | sec. V - IV a. Chr.                        |                                                 |                                               | Încărcați imagine | Raportați eroare |
| 36364.01.02 (Cod LMI: BT-I-s-B-01848) | Necropola Latene de la Zăicești - "Dealul Porcari" / ansamblu anonim (Categorie: descoperire funerară) (Tip: așezare)             | sat Zăicești, comuna Bălușeni  | Dealul Porcari                   |                                            |                                                 |                                               | Încărcați imagine | Raportați eroare |
| 38054.01.01                           | Situl arheologic de la Zahoreni - Valea Badelui / ansamblu anonim (Categorie: locuire civilă) (Tip: Așezare deschisă)             | sat Zahoreni, comuna Manoleasa | Valea Badelui                    | Cucuteni aprox. 4.500- 3.500 ani           | A. Păunescu, P. Șadurschi, V. Chirica 1974      | 47°57′23″N 27°04′43″E / 47.95634°N 27.07848°E | Încărcați imagine | Raportați eroare |
| 38054.01.02                           | Situl arheologic de la Zahoreni - Valea Badelui / ansamblu anonim (Categorie: locuire civilă) (Tip: Așezare)                      | sat Zahoreni, comuna Manoleasa | Valea Badelui                    | Noua aprox. 1500/1400-1150 ani             | A. Păunescu, P. Șadurschi, V. Chirica 1974      | 47°57′23″N 27°04′43″E / 47.95634°N 27.07848°E | Încărcați imagine | Raportați eroare |
| 38054.01.03                           | Situl arheologic de la Zahoreni - Valea Badelui / ansamblu anonim (Categorie: locuire civilă) (Tip: Așezare)                      | sat Zahoreni, comuna Manoleasa | Valea Badelui                    | getică aprox. 650-450/300 ani              | A. Păunescu, P. Șadurschi, V. Chirica 1974      | 47°57′23″N 27°04′43″E / 47.95634°N 27.07848°E | Încărcați imagine | Raportați eroare |
| 38054.01.04                           | Situl arheologic de la Zahoreni - Valea Badelui / ansamblu anonim (Categorie: locuire civilă) (Tip: Așezare)                      | sat Zahoreni, comuna Manoleasa | Valea Badelui                    | Sântana de Mureș - Cerneahov sec. IV - V   | A. Păunescu, P. Șadurschi, V. Chirica 1974      | 47°57′23″N 27°04′43″E / 47.95634°N 27.07848°E | Încărcați imagine | Raportați eroare |
| 38054.01.05                           | Situl arheologic de la Zahoreni - Valea Badelui / ansamblu anonim (Categorie: locuire civilă) (Tip: Așezare)                      | sat Zahoreni, comuna Manoleasa | Valea Badelui                    |                                            | A. Păunescu, P. Șadurschi, V. Chirica 1974      | 47°57′23″N 27°04′43″E / 47.95634°N 27.07848°E | Încărcați imagine | Raportați eroare |
| 38054.02.01                           | Situl arheologic de la Zahoreni - La Holm / ansamblu anonim (Categorie: locuire civilă) (Tip: Așezare deschisă)                   | sat Zahoreni, comuna Manoleasa | La Holm                          | Cucuteni - A-B și B                        | A. Păunescu, P. Șadurschi, V. Chirica 1974      | 47°56′56″N 27°03′51″E / 47.94878°N 27.06424°E | Încărcați imagine | Raportați eroare |
| 38054.02.02                           | Situl arheologic de la Zahoreni - La Holm / ansamblu anonim (Categorie: locuire civilă) (Tip: așezare deschisă)                   | sat Zahoreni, comuna Manoleasa | La Holm                          |                                            | A. Păunescu, P. Șadurschi, V. Chirica 1974      | 47°56′56″N 27°03′51″E / 47.94878°N 27.06424°E | Încărcați imagine | Raportați eroare |
| 38054.03.01                           | Așezarea cucuteniană de la Zahoreni - La Silozuri / ansamblu anonim (Categorie: locuire civilă) (Tip: Așezare deschisă)           | sat Zahoreni, comuna Manoleasa | La Silozuri                      | Cucuteni - B                               | A. Păunescu, P. Șadurschi, V. Chirica 1974      | 47°57′24″N 27°03′32″E / 47.9567°N 27.05894°E  | Încărcați imagine | Raportați eroare |
| 36293.02.01                           | Așezarea Cucuteni de la Zoițani-Dealul Răchitei / ansamblu anonim (Categorie: locuire civilă) (Tip: Așezare)                      | sat Zoițani, comuna Adășeni    | Dealul Răchitei                  | Cucuteni aprox. 4.500- 3.500 ani           | D. Câșlaru și Ilie Ianovici 1983                | 48°04′25″N 26°58′18″E / 48.07351°N 26.97165°E | Încărcați imagine | Raportați eroare |
| 36293.01.01                           | Situl arheologic de la Zoițani-În Hotar / ansamblu anonim (Categorie: locuire civilă) (Tip: Așezare)                              | sat Zoițani, comuna Adășeni    | În Hotar                         | Cucuteni - AB, B                           | prof. Marcel Pânzaru. 1983                      | 48°02′51″N 26°57′39″E / 48.04755°N 26.96071°E | Încărcați imagine | Raportați eroare |
| 36293.01.02                           | Situl arheologic de la Zoițani-În Hotar / ansamblu anonim (Categorie: locuire civilă) (Tip: Așezare)                              | sat Zoițani, comuna Adășeni    | În Hotar                         | Noua aprox. 1500/1400-1150 ani             | prof. Marcel Pânzaru. 1983                      | 48°02′51″N 26°57′39″E / 48.04755°N 26.96071°E | Încărcați imagine | Raportați eroare |
| 36293.01.03                           | Situl arheologic de la Zoițani-În Hotar / ansamblu anonim (Categorie: locuire civilă) (Tip: Așezare)                              | sat Zoițani, comuna Adășeni    | În Hotar                         | Sântana de Mureș - Cerneahov sec. IV - V   | prof. Marcel Pânzaru. 1983                      | 48°02′51″N 26°57′39″E / 48.04755°N 26.96071°E | Încărcați imagine | Raportați eroare |
| 36364.02.01                           | Situl arheologic de la Zăicești-La Budăi / ansamblu anonim (Categorie: locuire civilă) (Tip: Așezare)                             | sat Zăicești, comuna Bălușeni  | La Budăi                         |                                            | A. Păunescu, P. Șadurschi 1974                  | 47°42′33″N 26°44′13″E / 47.70912°N 26.73705°E | Încărcați imagine | Raportați eroare |
| 36364.02.02                           | Situl arheologic de la Zăicești-La Budăi / ansamblu anonim (Categorie: locuire civilă) (Tip: Așezare)                             | sat Zăicești, comuna Bălușeni  | La Budăi                         | Sântana de Mureș - Cerneahov sec. IV - V   | A. Păunescu, P. Șadurschi 1974                  | 47°42′33″N 26°44′13″E / 47.70912°N 26.73705°E | Încărcați imagine | Raportați eroare |
| 36364.02.03                           | Situl arheologic de la Zăicești-La Budăi / ansamblu anonim (Categorie: locuire civilă) (Tip: Așezare)                             | sat Zăicești, comuna Bălușeni  | La Budăi                         |                                            | A. Păunescu, P. Șadurschi 1974                  | 47°42′33″N 26°44′13″E / 47.70912°N 26.73705°E | Încărcați imagine | Raportați eroare |
| 36364.03.01                           | Situl arheologic de la Zăicești-Podul Coșteanului / ansamblu anonim (Categorie: locuire civilă) (Tip: Așezare)                    | sat Zăicești, comuna Bălușeni  | Podul Coșteanului                | dacilor liberi sec. II - III               | P. Șadurschi, A. Păunescu 1983                  | 47°42′17″N 26°43′48″E / 47.70472°N 26.73°E    | Încărcați imagine | Raportați eroare |
| 36364.03.02                           | Situl arheologic de la Zăicești-Podul Coșteanului / ansamblu anonim (Categorie: locuire civilă) (Tip: Așezare)                    | sat Zăicești, comuna Bălușeni  | Podul Coșteanului                | sec. XV - XVIII                            | P. Șadurschi, A. Păunescu 1983                  | 47°42′17″N 26°43′48″E / 47.70472°N 26.73°E    | Încărcați imagine | Raportați eroare |
| 36364.04.01                           | Situl arheologic de la Zăicești-În fața Țiclăului / ansamblu anonim (Categorie: locuire civilă) (Tip: Așezare)                    | sat Zăicești, comuna Bălușeni  | În fața Țiclăului                | gravettian aprox. 28.000/27.000-20.000 ani | A. Păunescu , P. Șadurschi 1974                 | 47°41′41″N 26°43′13″E / 47.69468°N 26.72029°E | Încărcați imagine | Raportați eroare |
| 36364.04.02                           | Situl arheologic de la Zăicești-În fața Țiclăului / ansamblu anonim (Categorie: locuire civilă) (Tip: Așezare)                    | sat Zăicești, comuna Bălușeni  | În fața Țiclăului                |                                            | A. Păunescu , P. Șadurschi 1974                 | 47°41′41″N 26°43′13″E / 47.69468°N 26.72029°E | Încărcați imagine | Raportați eroare |
| 36364.05.01                           | Situl arheologic de la Zăicești-Mașinistrul / ansamblu anonim (Categorie: locuire civilă) (Tip: Așezare)                          | sat Zăicești, comuna Bălușeni  | Mașinistrul                      |                                            | P. Șadurschi, A. Păunescu, V. Chirica 1974      | 47°41′16″N 26°43′41″E / 47.68774°N 26.72799°E | Încărcați imagine | Raportați eroare |
| 36364.05.02                           | Situl arheologic de la Zăicești-Mașinistrul / ansamblu anonim (Categorie: locuire civilă) (Tip: Așezare)                          | sat Zăicești, comuna Bălușeni  | Mașinistrul                      | sec. XVII - XVIII                          | P. Șadurschi, A. Păunescu, V. Chirica 1974      | 47°41′16″N 26°43′41″E / 47.68774°N 26.72799°E | Încărcați imagine | Raportați eroare |
| 36364.06.01                           | Situl arheologic de la Zăicești-Pe Cristești / ansamblu anonim (Categorie: locuire civilă) (Tip: Așezare)                         | sat Zăicești, comuna Bălușeni  | Pe Cristești                     |                                            | A. Păunescu, P. Șadurschi 1979                  | 47°39′54″N 26°42′57″E / 47.66498°N 26.71591°E | Încărcați imagine | Raportați eroare |
| 36364.06.02                           | Situl arheologic de la Zăicești-Pe Cristești / ansamblu anonim (Categorie: locuire civilă) (Tip: Așezare)                         | sat Zăicești, comuna Bălușeni  | Pe Cristești                     | Sântana de Mureș - Cerneahov sec. IV - V   | A. Păunescu, P. Șadurschi 1979                  | 47°39′54″N 26°42′57″E / 47.66498°N 26.71591°E | Încărcați imagine | Raportați eroare |
| 38054.04.01                           | Așezarea cucuteniană de la Zahoreni - Sub Pădure / ansamblu anonim (Categorie: locuire civilă) (Tip: Așezare)                     | sat Zahoreni, comuna Manoleasa | Sub Pădure                       | Cucuteni - B                               | A. Păunescu, P. Șadurschi, V. Chirica 1973      | 47°57′56″N 27°06′05″E / 47.96547°N 27.10146°E | Încărcați imagine | Raportați eroare |
| 36293.03.01                           | Movilă la Zoițani-În cimitir / ansamblu anonim (Categorie: descoperire funerară) (Tip: Tumul)                                     | sat Zoițani, comuna Adășeni    | În cimitir                       |                                            | A. Păunescu, P. Șadurschi, V. Chirica 1974      | 48°03′01″N 26°57′58″E / 48.05038°N 26.96617°E | Încărcați imagine | Raportați eroare |
| 38054.05.01                           | Movila Sub Pădure de la Zahoreni / ansamblu anonim (Categorie: descoperire funerară) (Tip: Movilă)                                | sat Zahoreni, comuna Manoleasa | Movila Sub Pădure                |                                            | A. Păunescu, P. Șadurschi, V. Chirica 1974      | 47°57′50″N 27°06′17″E / 47.96387°N 27.10485°E | Încărcați imagine | Raportați eroare |
| 38054.06.01                           | Movila din Pădurea Zahoreni de la Zahoreni / ansamblu anonim (Categorie: descoperire funerară) (Tip: Tumul)                       | sat Zahoreni, comuna Manoleasa | Movila din Pădurea Zahoreni      |                                            | A. Păunescu, P. Șadurschi, V. Chirica 1972-1975 | 47°57′11″N 27°05′45″E / 47.95311°N 27.09585°E | Încărcați imagine | Raportați eroare |
| 38054.07.01                           | Movila de la Zahoreni - de lângă Pădurea Zahoreni / ansamblu anonim (Categorie: descoperire funerară) (Tip: Tumul)                | sat Zahoreni, comuna Manoleasa | Movila de lângă Pădurea Zahoreni |                                            | A. Păunescu, P. Șadurschi, V. Chirica 1972-1975 | 47°57′07″N 27°05′43″E / 47.95205°N 27.09536°E | Încărcați imagine | Raportați eroare |
| 36364.07.01                           | Movilă la Zăicești-La Fermă / ansamblu anonim (Categorie: descoperire funerară) (Tip: Tumul)                                      | sat Zăicești, comuna Bălușeni  | La Fermă                         |                                            | O.L. Șovan 2009                                 | 47°50′59″N 26°43′20″E / 47.84978°N 26.72216°E | Încărcați imagine | Raportați eroare |
| 37949.01.01                           | Movila din Grindul Livezilor de la Zlătunoaia / ansamblu anonim (Categorie: descoperire funerară) (Tip: Movilă)                   | sat Zlătunoaia, comuna Lunca   | Movila din Grindul Livezilor     |                                            | O. L. Șovan 2009                                | 47°40′00″N 27°01′41″E / 47.66665°N 27.02795°E | Încărcați imagine | Raportați eroare |
| 37949.02.01                           | Movila Nord de la Zlătunoaia / ansamblu anonim (Categorie: descoperire funerară) (Tip: Movilă)                                    | sat Zlătunoaia, comuna Lunca   | Movila Nord                      |                                            | O.L. Șovan 2009                                 | 47°39′41″N 27°00′09″E / 47.66142°N 27.00237°E | Încărcați imagine | Raportați eroare |
| 37949.03.01                           | Movila de lângă Fundătura de la Zlătunoaia / ansamblu anonim (Categorie: descoperire funerară) (Tip: Movilă)                      | sat Zlătunoaia, comuna Lunca   | Movila de lângă Fundătura        |                                            | O.L. Șovan 2009                                 | 47°40′00″N 26°59′41″E / 47.6667°N 26.99482°E  | Încărcați imagine | Raportați eroare |
| 37949.04.01                           | Movila de la Zlătunoaia - Dealul Cozancea / ansamblu anonim (Categorie: descoperire funerară) (Tip: Movilă)                       | sat Zlătunoaia, comuna Lunca   | Movila din Dealul Cozancea       |                                            | O. L. Șovan 2009                                | 47°37′51″N 27°02′21″E / 47.63081°N 27.03923°E | Încărcați imagine | Raportați eroare |
| 37949.06.01                           | Movila de la Zlătunoaia - Dealul Tălpoaiei / ansamblu anonim (Categorie: descoperire funerară) (Tip: Movilă)                      | sat Zlătunoaia, comuna Lunca   | Movila din Dealul Tălpoaiei      |                                            | O. L. Șovan 2009                                | 47°39′11″N 27°02′38″E / 47.6531°N 27.04382°E  | Încărcați imagine | Raportați eroare |
| 37949.07.01                           | Movila Zlătunoaia de la Zlătunoaia / ansamblu anonim (Categorie: descoperire funerară) (Tip: Movilă)                              | sat Zlătunoaia, comuna Lunca   | Movila Zlătunoaia                |                                            | Nădejde Vasile C. și Țițu I. 1895               | 47°39′01″N 26°59′31″E / 47.65028°N 26.99186°E | Încărcați imagine | Raportați eroare |
| 37949.05.01                           | Movila din Pădurea Benchiu de la Zlătunoaia / ansamblu anonim (Categorie: descoperire funerară) (Tip: Movilă)                     | sat Zlătunoaia, comuna Lunca   | Movila din Pădurea Benchiu       |                                            | O. L. Șovan 2009                                | 47°37′44″N 27°01′36″E / 47.62901°N 27.02656°E | Încărcați imagine | Raportați eroare |
| 37949.08.01                           | Movila din Dealul Răzeșilor de la Zlătunoaia / ansamblu anonim (Categorie: descoperire funerară) (Tip: Movilă)                    | sat Zlătunoaia, comuna Lunca   | Movila din Dealul Răzeșilor      |                                            | O.L. Șovan 2009                                 | 47°37′17″N 27°02′43″E / 47.62141°N 27.04526°E | Încărcați imagine | Raportați eroare |
| 36364.08.01                           | Necropola hallstattiană de la Zăicești-Dealul Porcului / ansamblu anonim (Categorie: descoperire funerară) (Tip: Necropolă plană) | sat Zăicești, comuna Bălușeni  | Dealul Porcului                  | getică                                     | 1963                                            | 47°41′02″N 26°43′21″E / 47.68377°N 26.72241°E | Încărcați imagine | Raportați eroare |